# Telipogon salinasiae
Telipogon salinasiae är en orkidéart som beskrevs av Farfán och Moretz. Telipogon salinasiae ingår i släktet Telipogon och familjen orkidéer.
Artens utbredningsområde är Peru. Inga underarter finns listade i Catalogue of Life.